# 方國安 (少將)
方國安（1913年—2011年），中国人民解放军将领、中国人民解放军开国少将。
原名方国南。湖南省平江县人。1930年参加中国工农红军，同年加入中国共产党。土地革命战争时期，任红三军团警卫连排长，红一方面军第二师六团连政治指导员，第四师十团代理营政治教导员，第八十一师直属队总支书记，团政治委员。参加了长征。抗日战争时期，任八路军一一五师三四三旅六八六团政治处主任，教导第四旅十团政治委员。
曾任广西军区政治部主任。1955年，授予中国人民解放军少将。
2011年5月8日，方国安在长沙逝世，享年99岁。